# Isola Comacina
L'isola Comacina è un lembo di terra (lunghezza 600 m, larghezza 200 m, perimetro 2 km, superficie 7,5 ettari), altezza massima 239 m, circondato dal lago di Como.
È situata nel comune di Tremezzina, in corrispondenza dell'insenatura della costa occidentale del ramo comasco fra Argegno e la penisola di Lavedo, nelle acque antistanti la Zoca de l'oli (conca dell'olio): è uno dei territori più a nord dell'Italia dove, in una condizione climatica particolarmente mite, viene coltivato l'ulivo e viene prodotto olio d'oliva.
Dagli abitanti di Ossuccio viene ancora chiamata el castell (il castello).
Il vecchio proprietario, Giuseppe Caprani, lasciò l'isola in eredità al re Alberto I del Belgio, che la donò allo Stato italiano. Quest'ultimo la cedette, a sua volta, al presidente dell'Accademia di belle arti di Brera con lo scopo di costruire un villaggio per artisti e un albergo. Attualmente l'isola è di proprietà dell'Accademia di Brera, a Milano.
Ogni anno, la domenica più vicina al 24 giugno, vi si svolge la tradizionale festa di san Giovanni, con solenne processione di barche e con il tradizionale spettacolo pirotecnico sul lago.

## Descrizione
Oltre alle poche costruzioni recenti, l'unico edificio ancora integro è la chiesetta barocca di San Giovanni che contiene al suo interno resti di murature romane e di una torre tardoromana, oltre a parte di fondazioni di una cappella romanica e a resti di un battistero (mosaico) del V secolo.
Accanto a questa costruzione si possono individuare, oltre ai ruderi dell'aula a doppia abside di un presunto battistero ad immersione successivo al V secolo, i resti della basilica di Sant'Eufemia dell'XI secolo, di pianta a tre navate absidate con cripta. Sull'isola si possono vedere anche i resti delle chiese di Santa Maria del Portico (XII secolo, detta anche Santa Maria col Portico, situata in posizione panoramica lungo il sentiero che, partendo dai resti dell'antica basilica, si snoda lungo la dorsale in direzione occidentale), di San Pietro in Castello (XII secolo, nel punto più alto dell'isola, dove forse si trovava una fortificazione) e dei Santi Faustino e Giovita (XII secolo).

Sull'isola esistevano, secondo la tradizione, ben nove chiese prima che i comaschi, nell'anno 1169, le radessero al suolo.
Discussa è l'interpretazione dell'aggettivo "comacina". Solitamente è interpretato come "di Como" o "del lago di Como", quindi come "isola del lago di Como". Autori recenti fanno derivare l'aggettivo da "νήσος κωμανίκεια"; così è stata chiamata l'isola da Giorgio Ciprio nella sua opera geografica, quando accenna al presidio bizantino ed alla resistenza di Francione (magister militum del VI secolo).

## Storia

### Le controversie sulle origini e l'arrivo dei Longobardi
Secondo Ballarini le prime fortificazioni sarebbero state costruite dai Galli e successivamente dai Romani. Non risultano al momento attuale testimonianze archeologiche preromane, pochi frammenti architettonici romani possono fare pensare ad una piccola costruzione (un tempietto votivo forse) se non addirittura a ruderi provenienti da altrove e riutilizzati in loco. Non si esclude però che il toponimo castell possa richiamare un utilizzo anche in epoca preromana dell'isola come castrum o ultimo rifugio in caso di pericolo dell'adiacente comunità vicana degli Ausuciates (gli antichi abitanti dell'attuale Ossuccio).
Dalla lettera di Ennodio a Fausto del 501 l'isola sembra disabitata, priva di fortificazioni e adibita come isolamento dell'area adiacente, a Spurano (frazione di Ossuccio), utilizzata come lebbrosario (per la cura degli spurii, appunto).
Una errata interpretazione della lettera scritta nel 550 da Floriano a Nicezio, Vescovo di Treviri ha fatto credere che l'isola Comacina venisse chiamata Cristopoli o Cresopoli e risultasse sotto influenza franca. Si è ormai assodato che l'isola oggetto della lettera cui Floriano si riferisce è l'isola di Lerino presso Cannes in Provenza.

Numerose iscrizioni epigrafiche trovate sull'isola oltre che a Lenno e a Como ci indicano l'incastellamento dell'isola Comacina e ci attestano che tutta la regione lariana alla caduta del regno gotico rimase sotto il governo bizantino. Le iscrizioni infatti riportano la datazione dell'impero e l'indicazione consiliare di Basilio, di Paolino e di Giovanni. Recenti indagini archeologiche hanno evidenziato che l'isola fu fortificata nel corso del VI secolo insieme a Castelmarte  e al Baradello.

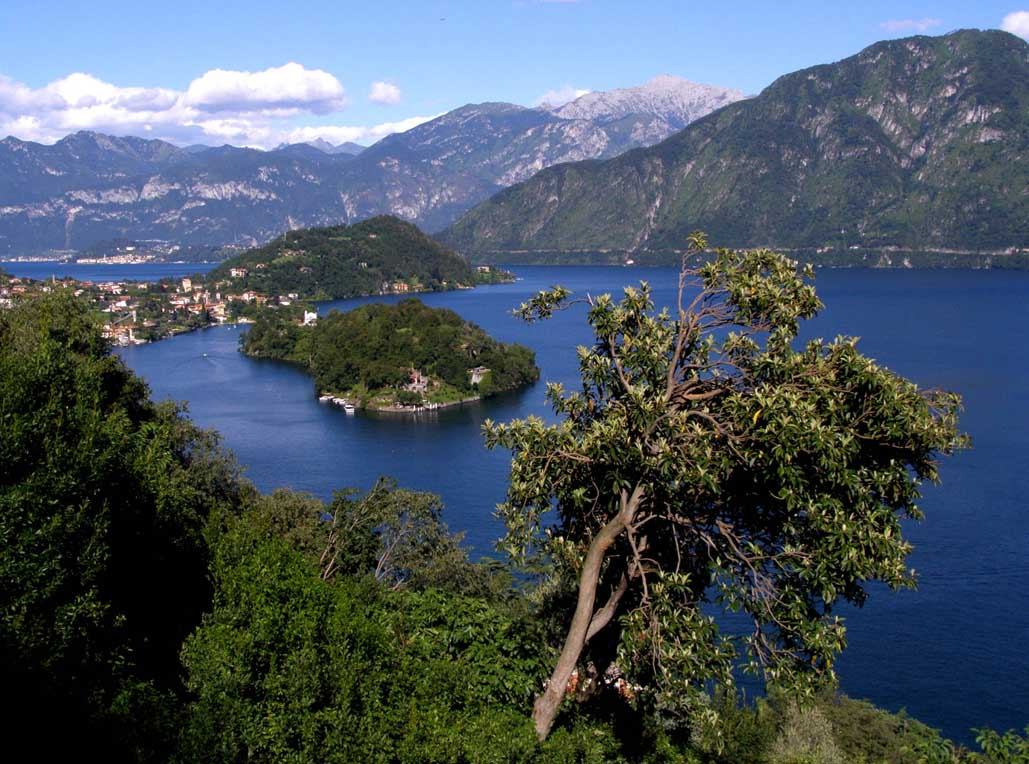
L'isola Comacina, la penisola di Lavedo e la Zoca de l'oli

La fonte principale della fortificazione dell'isola nel VI secolo sotto dominio bizantino è il passo di Paolo Diacono (III, 27) secondo cui in Insula Amacina, Francionem magistrum militum per vent'anni rimase incontestato padrone e per sei mesi resistette all'assedio longobardo. 

Invasa l'Italia, i Longobardi conquistarono Milano nel 569 e costrinsero la classe dirigente ed i possessores alla fuga ed alla ricerca di protezione. Non è ancora ben chiara la territorialità ed i confini di questa tenace ed ultima propaggine di Impero bizantino in terra longobarda anche quando le comunicazioni con Bisanzio erano oramai impossibili. I baluardi di Francione non si limitavano alla sola isola. Il suddiacono della chiesa milanese nel castello di Laino, Marcellino, sorvegliava la Val d'Intelvi. A sud poteva contare sul Castel Baradello e la città di Como, Castelmarte col Buco del piombo presidiavano la Valassina, mentre le fortificazioni di Lecco-Civate controllavano l'oriente lariano. A nord i valichi alpini erano ben presidiati dai Franchi coi quali si era stretta una alleanza. Rimane ancora la disputa tra gli storici sul Burgus Francionis situato nel Pian di Spagna, se cioè le terre in cima al lago siano state sotto il diretto controllo di Francione o dei Franchi (Burgus Francorum). La resistenza di Francione terminò nel 588 quando l'esercito longobardo di Autari, eletto nel 584, espugnò le fortificazioni. Francione poté ritornare a Ravenna cum uxore et suppellectili. Paolo Diacono aggiunge che
Occorre tuttavia segnalare come, secondo uno studio del 2016, l'isola Comacina le cui vicende sono narrate nella Historia Langobardorum di Paolo Diacono non sarebbe in realtà questa isola, ma una porzione di territorio compresa fra due fiumi confluenti, che potrebbe identificarsi con l'attuale frazione Capiate del comune di Olginate (LC). Ne consegue che gli eventi di epoca longobarda qui descritti sarebbero da trasferire in quella località olginatese. La confusione fra isola comense (quella tremezzina) e isola comacina (quella di Paolo Diacono) risalirebbe agli eruditi settecenteschi, e in seguito sarebbe divenuta abituale.

Le fortificazioni di Comacina vennero menzionate anche da Giorgio Cipro.

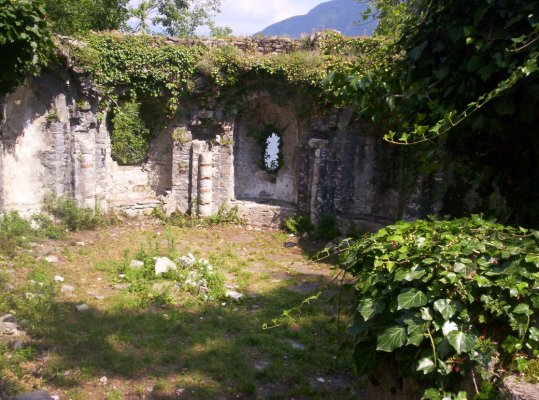
Le rovine della basilica di Sant'Eufemia.

 Ad ogni modo, anche il territorio del Lario cadde nelle mani dei Longobardi, seppur non come gli altri; probabilmente non esposto al saccheggio, ma conquistato in guerra regolare.
Ma l'isola Comacina, nel VI secolo, non è stata solo il centro di vicende politiche e militari, ma anche religiose.
La tradizione ci tramanda la notizia della presenza stabile di sant'Abbondio, forse già presente alla fondazione della basilica di sant'Eufemia, nel 1031, da parte del vescovo Litigerio. Ma questa presenza non è altrimenti confermata. Sia perché l'isola nel 501 non era abitata, come ci riferisce Ennodio, sia perché l'azione missionaria di sant'Abbondio era ancora concentrata nell'ambito cittadino di Como.
Agrippino scelse invece come centro della sua attività l'isola Comacina, dove volle pure essere sepolto. Il vescovo Agrippino, che viene annoverato tra i santi benché coinvolto nello scisma dei tre capitoli, scisma a cui la chiesa di Como aderirà fino alla sua ricomposizione nel 698, fece costruire e consacrò un opus, probabilmente la chiesa che dedicò a sant'Eufemia. Questa santa era considerata come una bandiera dai tricapitolini perché in una chiesa a lei consacrata si tenne il IV concilio di Calcedonia dove proprio Abbondio fu protagonista. Non si può quindi escludere che la leggenda della presenza di Abbondio sull'isola sia nata proprio qui, forse perché Agrippino dotò la chiesa di reliquie del santo vescovo suo predecessore. Una nuova basilica di Sant'Eufemia (di cui oggi restano solo ruderi) venne rifondata nell'XI secolo dal vescovo Litigerio, nell'ambito di un riassetto della diocesi che portò all'elevazione della chiesa al rango di plebana.

### Dai Longobardi alla distruzione dell'Isola

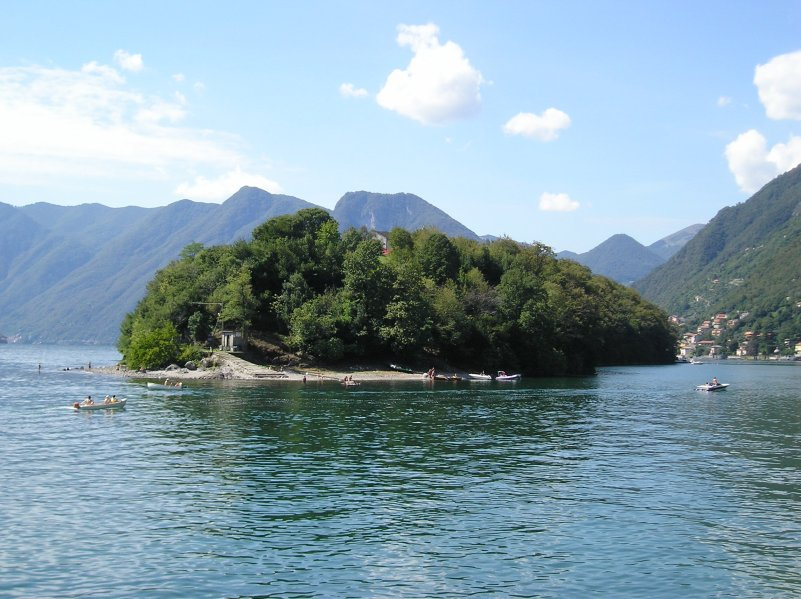
L'isola Comacina, estremità settentrionale

Passata nelle mani dei Longobardi, l'isola Comacina diventò caposaldo della loro occupazione militare, accanto alla loro sede amministrativa testimoniata dal toponimo di Sala, che suggerisce il luogo di raccolta delle contribuzioni dovute ai conquistatori.
Il territorio lariano fu posto sotto la giurisdizione del duca di Bergamo. Ciò ci induce a supporre che la disfatta dei Bizantini di Francione doveva essere avvenuta per opera dei Longobardi di quel ducato. La città di Como, già municipium romanum, venne aggregata a Milano, probabilmente perché i Longobardi milanesi erano stati quelli che avevano compiuto l'azione di attacco dal meridione conquistando la città. Como rimase all'ombra di Milano per i secoli seguenti, fino al fiorire della potenza temporale dei vescovi.
Nel 591 Agilulfo, neoeletto successore di Autari, iniziò il suo regno con l'epurazione dei duchi che avevano tradito. Mimulfo, probabilmente duca di San Giulio, che si era rifugiato sull'isola d'Orta venne stanato ed ucciso. Il duca di Bergamo Gaidulfo si rifugiò sull'isola Comacina che venne attaccata di nuovo ed espugnata. Gaidulfo ottenne il perdono.
Nel 690 Cuniberto vi trovò rifugio dopo la ribellione del duca di Trento Alachis. Con l'aiuto dei fratelli Aldo e Grauso di Brescia riconquistò il regno a Coronate d'Adda, oggi Cornate d'Adda.
Nel 701 Ansprando, tutore del giovane Liutberto, figlio successore di Cuniberto, vi si fortificò. Riuscì a fuggire alla vendetta di Ariperto II duca di Torino prendendo la strada per Chiavenna e per la Baviera sotto la protezione dei Franchi, mentre Liutberto veniva catturato ed il duca di Bergamo Rotarit sconfitto. L'isola Comacina subì di nuovo l'invasione e la distruzione.

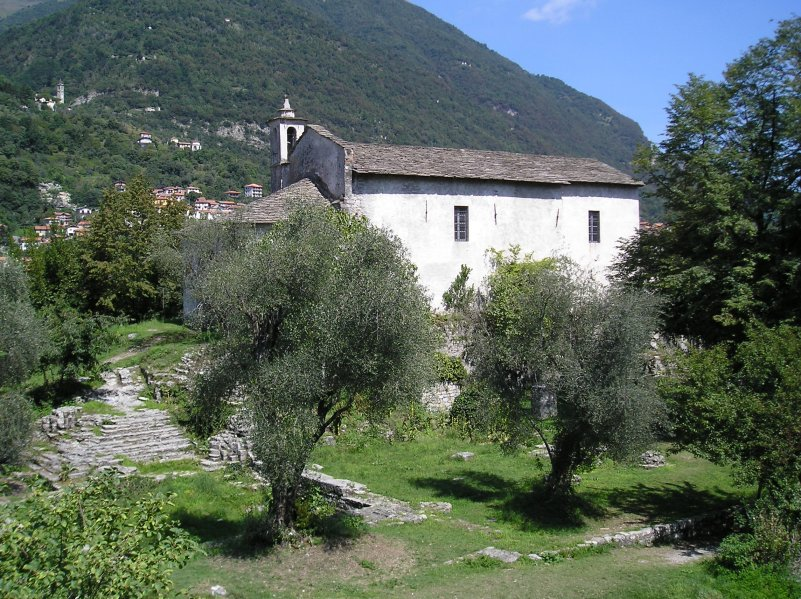
La chiesa di san Giovanni sull'isola Comacina

Alla fine del primo millennio, di nuovo l'isola Comacina fu al centro di vicende internazionali. Nelle sue fortificazioni si erano rifugiati i partigiani di Berengario II, il figlio Guido, il conte di Castelseprio Nantelmo ed il conte di Lecco Attone. Vennero attaccati dal Vescovo di Como Waldone, alleato di Ottone I di Sassonia e di nuovo l'isola venne rasa al suolo. Como ottenne giurisdizione su tutto il lago di Como e su quello di Mezzola. Privilegi confermati da Ottone II nel 977, da Arduino nel 1002 e da Corrado II nel 1026.
La rivalità tra Como e Milano per l'egemonia ed il controllo delle principali vie di comunicazione e dei passi alpini portò nel 1118 ad un conflitto decennale, chiamato per l'appunto guerra decennale.
Nel conflitto vennero coinvolte non solo le due città, ma anche quasi tutte le terre del Lario che si schierarono contro Como.
Per l'isola, descritta dall'Anonimo Cumano come un oppidum, le vicende della guerra furono alterne negli scontri. Per ben due volte subì il peggio dai comaschi: nel 1119 ebbe distrutta la flotta e l'abitato di Campo, oggi frazione di Lenno, sulla terraferma, nel 1124 si vide occupata l'isola stessa.
Il conflitto terminò nel 1127 con la vittoria dei milanesi e la distruzione completa della città lariana.
Dopo la sconfitta, Como risorse dalle sue rovine e, grazie anche all'alleanza con Federico Barbarossa, preparò la rivincita che sfociò nel 1169 nella vendetta, aiutata dalle tre pievi (Dongo, Gravedona e Sorico), contro le terre ribelli. L'isola in particolare venne distrutta dalle fondamenta e rasa al suolo; tutti i presìdi, le abitazioni, le chiese e le mura vennero abbattute e i sassi dispersi nel lago affinché non potesse essere ricostruita. L'unico edificio a essere risparmiato fu un'abbazia di benedettine, con una piccola chiesa dedicata a San Giovanni Battista. Il vescovo di Como Vidulfo scomunicò l'isola, tramite un anatema. Con un decreto imperiale del 1175, Federico Barbarossa confermò il divieto alla ricostruzione: «Non suoneranno più le campane, non si metterà pietra su pietra, nessuno vi farà mai più l'oste, pena la morte violenta».

L'isola Comacina (chiamata Isola di San Giovanni) in un dipinto di Johann Heinrich Bleuler (1830), Biblioteca nazionale svizzera

I fuggiaschi scampati fuggirono a Varenna, sulla sponda opposta del lago, che di conseguenza venne per un certo tempo chiamata Insula nova.
Da allora l'isola Comacina non fu più abitata, solo nel XVII secolo si costruì una chiesetta dedicata a san Giovanni e che dà il nome di san Giuann all'isola stessa accanto a quello di castell.
Ancora oggi ogni anno si ricorda questo tragico avvenimento il sabato e la domenica della settimana in cui cade il 24 giugno, festa di San Giovanni. Il lago viene illuminato a giorno con migliaia di lumaghitt, lumini galleggianti abbandonati sulle acque, come a ricordare le anime derelitte che navigarono da una sponda all'altra, scappando dalle proprie case in fiamme. Uno spettacolo pirotecnico ricostruisce l'incendio e la distruzione dell'isola.

### Dalla distruzione ai giorni nostri
Dapprima di proprietà vescovile, l'isola successivamente passò di mano attraverso diversi proprietari.
Nel 1919 venne lasciata in eredità da un certo Augusto Caprani di Sala Comacina al re Alberto I del Belgio, che nel 1920 la cedette allo Stato italiano, attraverso un Ente morale con a capo il Console del Belgio e il presidente dell'Accademia di Brera, con lo scopo di costruire un villaggio per artisti e un albergo. L'albergo non venne mai realizzato; vennero però costruite, oltre alla locanda nel 1964, tre villette nel 1939 su progetto dell'architetto Pietro Lingeri ben inserite nel contesto dell'isola e tuttora oggetto di ammirazione.

## Galleria d'immagini

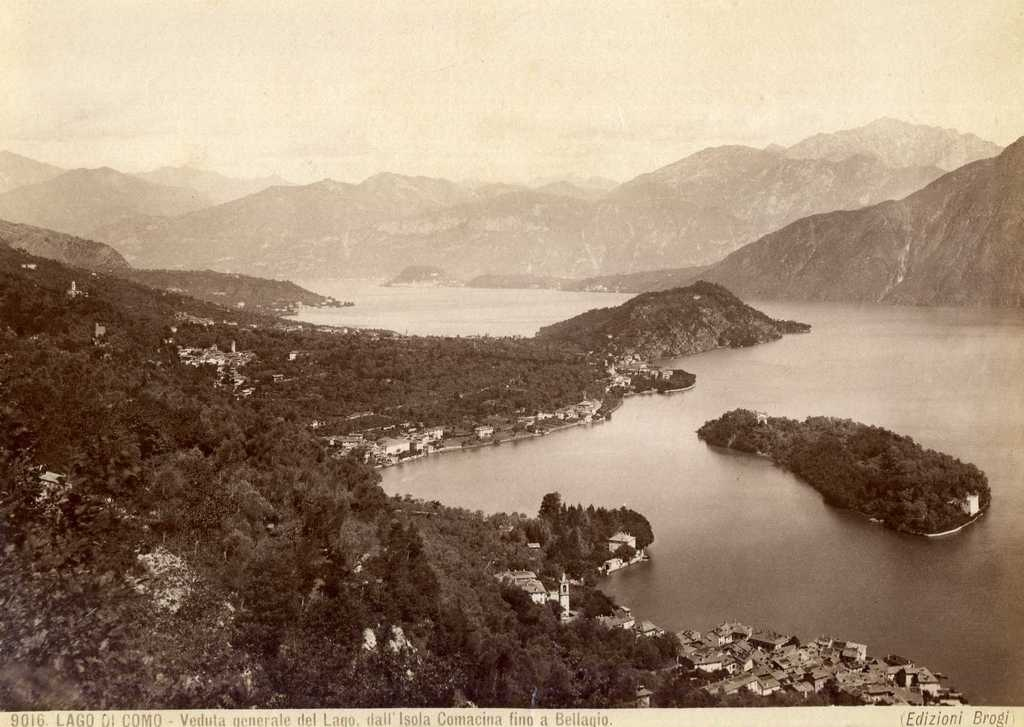
Veduta generale del Lago
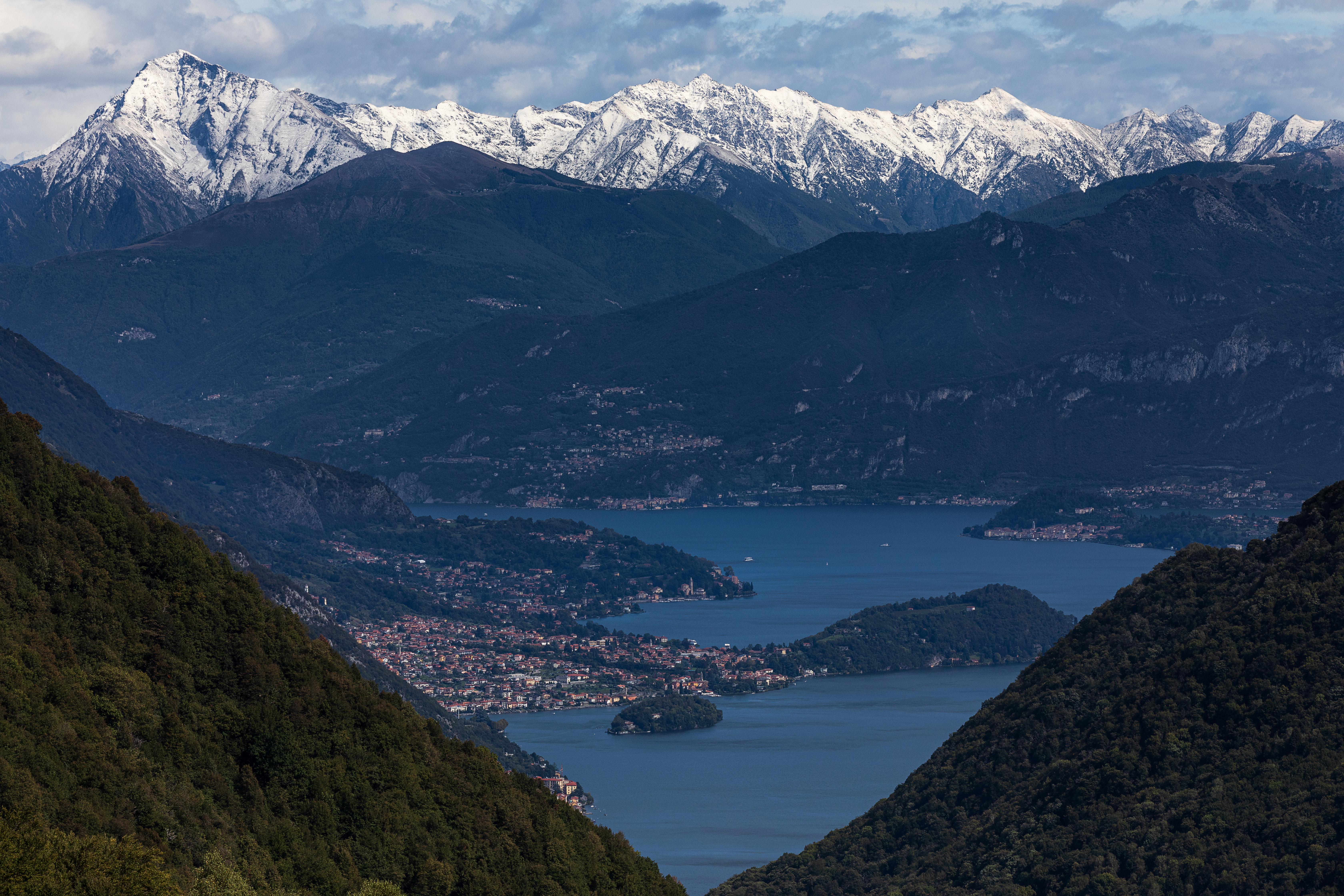
Vista verso Bellagio
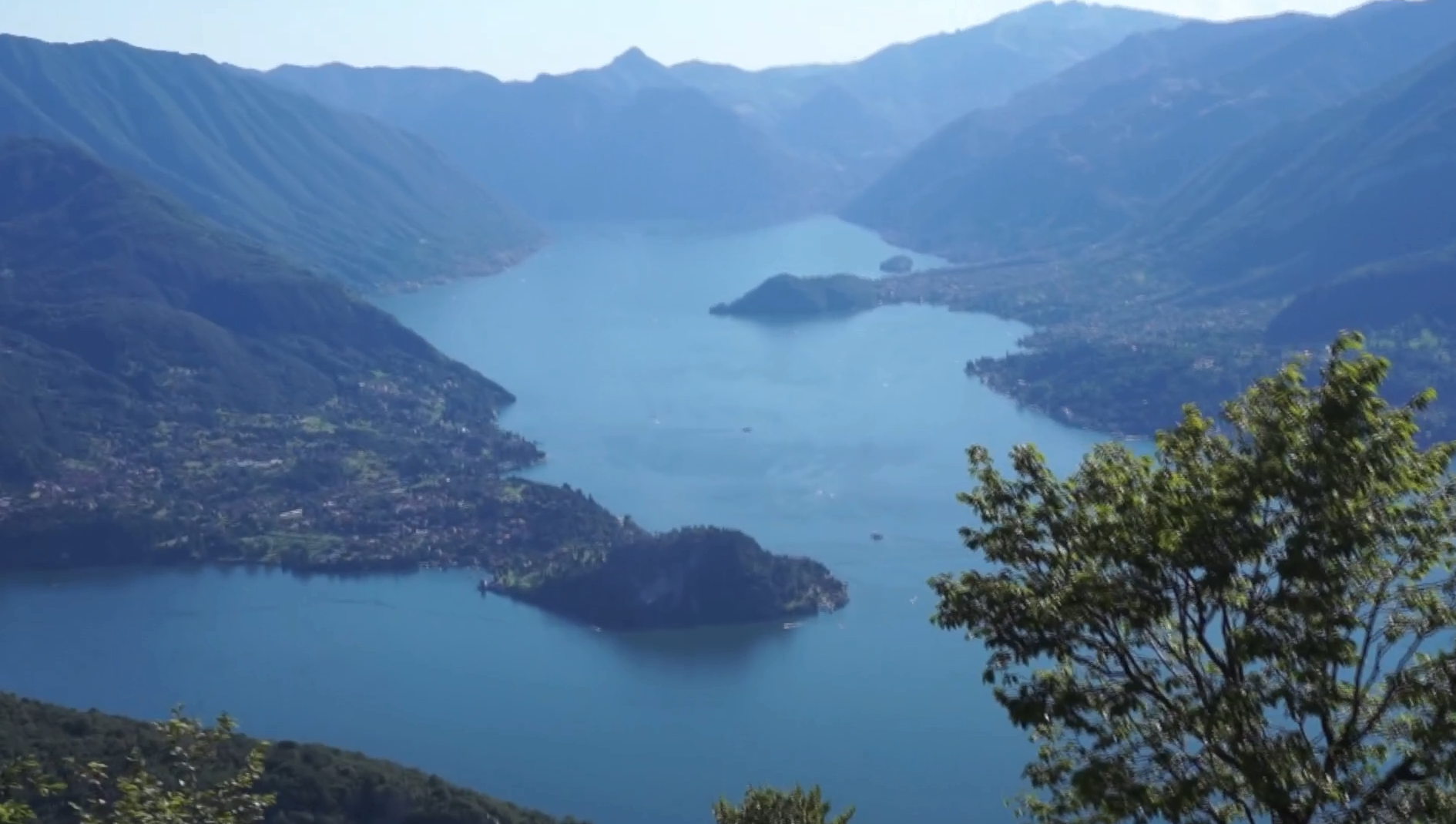
Vista da Perledo
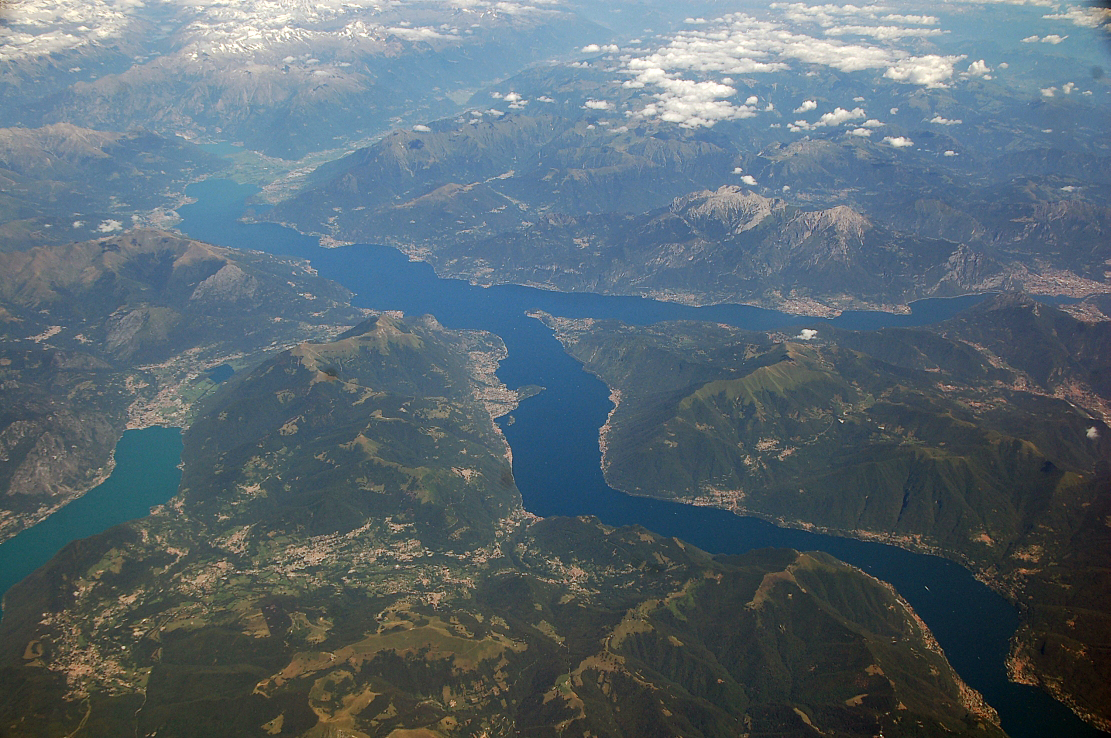
Vista aerea
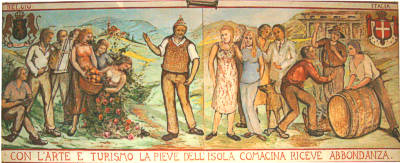
Dipinto